# سیارک ۲۵۷۰
سیارک ۲۵۷۰ (به انگلیسی: 2570 Porphyro، نامگذاری:1980PG) دو هزار و پانصد و هفتادمین سیارک کشف شده‌است که در ۶ اوت ۱۹۸۰ کشف شد.
قدر مطلق سیارک برابر ۱۲٫۲۰ است.